# أقاليم ناميبيا
تنقسم ناميبيا إلى 14 إقليم (Region) وتنقسم هذه الأقاليم إلى 121 دائرة انتخابية. يتم تعين الحدود وتقسيم ناميبيا إدارياً من قبل لجنة ترسيم الحدود ويتم بعدها الموافقة من قبل البرلمان الوطني. منذ تأسيس الدولة قامت لجنة ترسيم الحدود بإداء عملها أربع مرات، آخر مرة كانت في عام 2013 برئاسة القاضي ألفريد سيبوليكه .
تدار الأقاليم بواسطة المجالس الأقليمية ويتم انتخاب أعضاء المجالس الإقليمية مباشرة من خلال الاقتراع السري (الانتخابات الإقليمية) من قبل سكان الدوائر الانتخابية.
| #  | الأقليم                                    | العاصمة                       | تعداد السكان (تعداد 2011) | المساحة (كم²) | الكثافة السكانية نسمة/كم² |
| -- | ------------------------------------------ | ----------------------------- | ------------------------- | ------------- | ------------------------- |
| 1  | منطقة كونيني - Kunene                      | أوبو (ناميبيا) - Opuwo        | 86,856                    | 115,260       | 0.8                       |
| 2  | إقليم أوموساتي - Omusati                   | أوتابي - Outapi               | 243,166                   | 26,551        | 9.1                       |
| 3  | إقليم أوشانا - Oshana                      | أوشاكاتي - Oshakati           | 176,674                   | 8,647         | 20                        |
| 4  | إقليم أوهانغوينا - Ohangwena               | إينهانا - Eenhana             | 245,446                   | 10,706        | 22                        |
| 5  | إقليم أوشيكوتو                             | أوموثيا - Omuthiya            | 181,973                   | 38,685        | 4.7                       |
| 6  | إقليم أوكافانغو غرب كافانغو - Kavango West | نكورينكورو - Nkurenkuru       | 107,905                   | 23,166        | 2.2                       |
| 7  | إقليم أوكافانغو شرق كافانغو - Kavango East | روندو - Rundu                 | 115,447                   | 25,576        | 2.4                       |
| 8  | إقليم زامبيزي - Zambezi                    | كاتيما موليلو - Katima Mulilo | 90,596                    | 14,785        | 6.1                       |
| 9  | إقليم إيرونغو - Erongo                     | سواكوبموند - Swakopmund       | 150,809                   | 63,539        | 2.4                       |
| 10 | إقليم أوتجوزوندجوبا - Otjozondjupa         | أوتجيوارونغو - Otjiwarongo    | 143,903                   | 105,460       | 1.4                       |
| 11 | إقليم أوماهيكي - Omaheke                   | غوبابيس - Gobabis             | 71,233                    | 84,981        | 0.8                       |
| 12 | إقليم خوماس - Khomas                       | ويندهوك - Windhoek            | 342,141                   | 36,964        | 9.2                       |
| 13 | إقليم هارداب - Hardap                      | مارينتال - Mariental          | 79,507                    | 109,781       | 0.7                       |
| 14 | إقليم كاراس - Karas                        | كيتمانشوب - Keetmanshoop      | 77,421                    | 161,514       | 0.5                       |

## خريطة الأقاليم
| تقسيمات ناميبيا الإدارية | تقسيمات ناميبيا الإدارية |
| --- | ------------------------ |
| Namibia, administrative divisions - Nmbrs - colored |                          |
| 1. كونيني 2. أوموساتي 3. أوشانا 4. أوهانغوينا 5. أوشيكوتو 6. أوكافانغو إقليم غرب كافانغو 7. أوكافانغو إقليم شرق كافانغو 8. كابريفي زامبيزي 9. إيرونغو 10.أوتجوزوندجوبا 11. أوماهيكي 12. خوماس 13. هارداب 14. كاراس |                          |